# Puerto Cortez
Puerto Cortez är en ort i Honduras.   Den ligger i departementet Departamento de Cortés, i den nordvästra delen av landet, 210 km norr om huvudstaden Tegucigalpa. Puerto Cortez ligger 10 meter över havet och antalet invånare är 48 013.
Terrängen runt Puerto Cortez är platt norrut, men åt sydost är den kuperad. Havet är nära Puerto Cortez åt nordväst. Runt Puerto Cortez är det ganska tätbefolkat, med 139 invånare per kvadratkilometer. Närmaste större samhälle är Puerto Cortés, 6,8 km norr om Puerto Cortez. 